# Gian Francesco Malipiero
Gian Francesco Malipiero, född 18 mars 1882 i Venedig, död 1 augusti 1973 i Treviso i Veneto, var en italiensk kompositör, musikforskare och författare.

## Biografi
Malipiero kom från en aristokrtisk familj och var sonson till operakompositören Francesco Malipiero. Av familjeskäl förhindrades hans musikaliska utbildning på ett konsekvent sätt, men han kunde 1899 studera vid Liceo Musicale i Venedig.
Efter att ha fullbordat kontrapunktlektioner med kompositören Marco Enrico Bossi fortsatte han studera på egen hand genom att kopiera ut musik av kompositörer som Claudio Monteverdi och Girolamo Frescobaldi från Biblioteca Marciana, Venedig, varvid han började ett livslångt engagemang för italiensk musik av denna period. År 1904 flyttade han till Bologna och sökte upp Bossi för att fortsätta sina studier vid Bologna Liceo Musicale. Efter examen blev han assistent till den blinde kompositören Antonio Smareglia.

## Musikalisk karriär
År 1905 var Malipiero tillbaka till Venedig, men från 1906 och 1909 var han ofta i Berlin, och 1913, flyttade han till Paris, där han blev bekant med kompositioner av Ravel, Debussy, Falla, Schönberg och Alban Berg. Viktigast blev hans deltagande i premiären av Stravinskijs Le Sacre du Printemps, strax efter mötet med Alfredo Casella och Gabriele d'Annunzio. Han beskrev upplevelsen som ett uppvaknande "från en lång och farlig letargi". Efter det förkastade han nästan alla kompositioner han skrivit fram till den tiden, med undantag för Impressioni dal vero (1910-1911).
På grund av det italienska nederlaget vid Caporetto 1917 tvingades Malpiero fly från Venedig och bosatte sig i Rom. År 1923 började han att tillsammans med Alfredo Casella och Gabriele D'Annunzio att skapa Corporazione delle Nuove Musiche. Malipiero stod på god fot med Benito Mussolini tills han publicerat Pirandellos libretto La Favola del figlio cambiato, som fördömde  fascisterna. Han tillägnade sin nästa opera, Giulio Cesare, till Mussolini, men det hjälpte honom inte.
Malpiero var professor i komposition vid konservatoriet Parma från 1921 till 1924 och 1932 blev han professor i komposition vid dåvarande Venedig Liceo Musicale, som han ledde från 1939 till 1952. Bland annat undervisade han Luigi Nono och sin egen brorson Riccardo Malipiero.
Efter att permanent ha bosatte sig i den lilla staden Asolo 1923, började han det redaktionella arbetet, som han skulle bli mest känd, med en komplett utgåva av samtliga Claudio Monteverdis konstnärskap, 1926-1942, och efter 1952, med redigering av mycket av Vivaldis concerti vid Istituto Italiano Antonio Vivaldi.
Malipieros eget musikaliska språk kännetecknas av en extrem formell frihet. Som om han för alltid avsagt sig den akademiska disciplinen av variation, föredrog han de mer anarkistiska uttrycken för sång, och han undvek att hamna i programmusikalisk deskriptivism. Fram till första halvan av 1950-talet, förblev han  knuten till diatonism, och upprätthöll ett samband med 1800-talets italienska instrumentalmusik och gregorianska sång, men flyttade sedan långsamt till allt mer kusliga och spända områden som sätter honom närmare total kromaticism med anknytning till 1500- och 1600-talens musik. Hans kompositioner är baserade på fria, icke-tematiska passager som i tematisk komposition, och passagerna slutar sällan i den nycklel de startade.